# Cetteo Di Mascio
Cetteo Di Mascio (Pescara, 24 agosto 1959) è un allenatore di calcio e dirigente sportivo italiano.

## Carriera
Ha iniziato la sua carriera allenando nel settore giovanile della Renato Curi Pescara, dove è rimasto per diciannove stagioni consecutive. In seguito è passato al Pescara, dove oltre ad allenare la Primavera ha anche ricoperto fino al 2009 il ruolo di responsabile del settore giovanile; in carriera ha vinto complessivamente dieci scudetti a livello giovanile ed ha perso una finale scudetto con la Primavera del Pescara nella stagione 2000-2001, mentre nella stagione 2006-2007 ha giocato e perso la finale della Coppa Italia Primavera. Ha inoltre allenato la prima squadra della formazione abruzzese in due diverse occasioni: nella terza giornata del campionato di Serie B della stagione 1998-1999 (Pescara-Atalanta 1-0), nella stagione 2003-2004, nella quale è subentrato a stagione in corso ad Ivo Iaconi nel campionato di Serie B, nel quale in 4 partite ha raccolto una vittoria, un pareggio e 2 sconfitte, non riuscendo ad impedire la retrocessione in Serie C1 della formazione abruzzese. È stato esonerato dal Pescara il 18 settembre 2009. Nel 2014 è il responsabile del settore giovanile dell'Ascoli; l'anno successivo ne diventa allenatore della squadra Primavera. Il 12 luglio 2019 firma un contratto di 5 anni come responsabile del settore giovanile del Teramo, ruolo che mantiene fino al 2022.
Il 16 febbraio 2020 viene nominato nuovo tecnico del Teramo, club di Serie C; il 17 agosto seguente, dopo aver terminato la stagione 2019-2020 con un bilancio di una vittoria, 2 pareggi (uno dei quali nei play-off) e 2 sconfitte, lascia l'incarico, tornando a dirigere il settore giovanile del club abruzzese.
Durante i suoi anni nelle giovanili del Pescara e dell'Ascoli ha fatto esordire molti calciatori poi arrivati in Serie A ed in nazionale, tra i quali Fabio Grosso, Massimo Oddo, Marco Verratti, Roberto Inglese, Roberto D'Aversa e Riccardo Orsolini.

## Statistiche

### Statistiche da allenatore
Statistiche aggiornate al 30 giugno 2020.
| Stagione        | Squadra         | Campionato      | Campionato | Campionato | Campionato | Campionato | Coppe nazionali | Coppe nazionali | Coppe nazionali | Coppe nazionali | Coppe nazionali | Coppe continentali | Coppe continentali | Coppe continentali | Coppe continentali | Coppe continentali | Altre coppe | Altre coppe | Altre coppe | Altre coppe | Altre coppe | Totale | Totale | Totale | Totale | % Vittorie | Piazz.              |
| Stagione        | Squadra         | Comp            | G          | V          | N          | P          | Comp            | G               | V               | N               | P               | Comp               | G                  | V                  | N                  | P                  | Comp        | G           | V           | N           | P           | G      | V      | N      | P      | %          | Piazz.              |
| --------------- | --------------- | --------------- | ---------- | ---------- | ---------- | ---------- | --------------- | --------------- | --------------- | --------------- | --------------- | ------------------ | ------------------ | ------------------ | ------------------ | ------------------ | ----------- | ----------- | ----------- | ----------- | ----------- | ------ | ------ | ------ | ------ | ---------- | ------------------- |
| set. 1998       | Pescara         | B               | 1          | 1          | 0          | 0          | CI              | -               | -               | -               | -               | -                  | -                  | -                  | -                  | -                  | -           | -           | -           | -           | -           | 1      | 1      | 0      | 0      | 100,00&    | Suben. ad interim   |
| mag.-giu. 2004  | Pescara         | B               | 4          | 1          | 1          | 2          | CI              | -               | -               | -               | -               | -                  | -                  | -                  | -                  | -                  | -           | -           | -           | -           | -           | 4      | 1      | 1      | 2      | 25,00      | Suben., 22º (retr.) |
| Totale Pescara  | Totale Pescara  | Totale Pescara  | 5          | 2          | 1          | 2          |                 |                 |                 |                 |                 |                    |                    |                    |                    |                    |             |             |             |             |             | 5      | 2      | 1      | 2      | 40,00      |                     |
| feb.-giu. 2020  | Teramo          | C               | 4+1        | 1          | 1+1        | 2          | CI-C            | -               | -               | -               | -               | -                  | -                  | -                  | -                  | -                  | -           | -           | -           | -           | -           | 5      | 1      | 2      | 2      | 20,00      | Subentrato, 8º      |
| Totale carriera | Totale carriera | Totale carriera | 10         | 3          | 3          | 4          |                 |                 |                 |                 |                 |                    |                    |                    |                    |                    |             |             |             |             |             | 10     | 3      | 3      | 4      | 30,00      |                     |

## Palmarès

### Allenatore

#### Competizioni regionali
- Promozione: 1

Renato Curi: 1989-1990 (girone B)